# Duane Carey
Duane Gene Carey, detto Digger (Saint Paul, 30 aprile 1957), è un ex astronauta statunitense.
È diventato un astronauta nel 1996 ed è stato il pilota del Columbia durante la missione dall'1 al 12 marzo 2002 condotta per il Telescopio spaziale Hubble.